# Filiberto de Naillac
Filiberto de Naillac (en francés: Philibert de Naillac) fue el trigésimo cuarto gran maestre de los caballeros hospitalarios desde 1396 hasta su muerte en 1421. Nacido como hijo menor en una importante familia de la provincia de Berry, ingresó en la Orden de los caballeros hospitalarios. En 1383 fue nombrado prior de la orden en Aquitania. En 1396 fue enviado a la sede de la orden en Rodas, donde, tras la inesperada muerte del gran maestre Juan Fernández de Heredia, fue elegido su sucesor. Debido a la participación de su familia en la cruzada contra los turcos otomanos organizada por Segismundo de Hungría, partió al frente de la escuadra religiosa de galeras de guerra hacia la desembocadura del Danubio. Después de la batalla perdida de Nicópolis, regresó a Rodas desde donde constantemente dificultaba a las operaciones de los turcos otomanos en el mar Egeo.

## Biografía
Filiberto de Naillac provenía de una familia de antigua nobleza. Nació, en fecha desconocida, en el castillo de Naillac du Blanc, ubicado en las fronteras de Berry, Marche. Pudo haber sido hijo de Périchon de Naillac, y hermano de Guillaume II y Hélion de Naillac, quien ocupó un lugar destacado en la corte de Carlos VI de Francia, como chambelán del rey, y también de los duques de Borgoña y Berry.
Admitido como caballero de los hospitalarios en la lengua de Auvernia, fue sucesivamente comendador de Lureuil en 1376, esta era su primera encomienda, luego sería comendador de Paulhac en 1385. Mantuvo la encomienda de Lureuil, en 1390, cuando ascendió a la responsabilidad del Priorato de Aquitania. Presidió el capítulo provincial de Angers en 1390.

## El desastre de Nicópolis (1396)

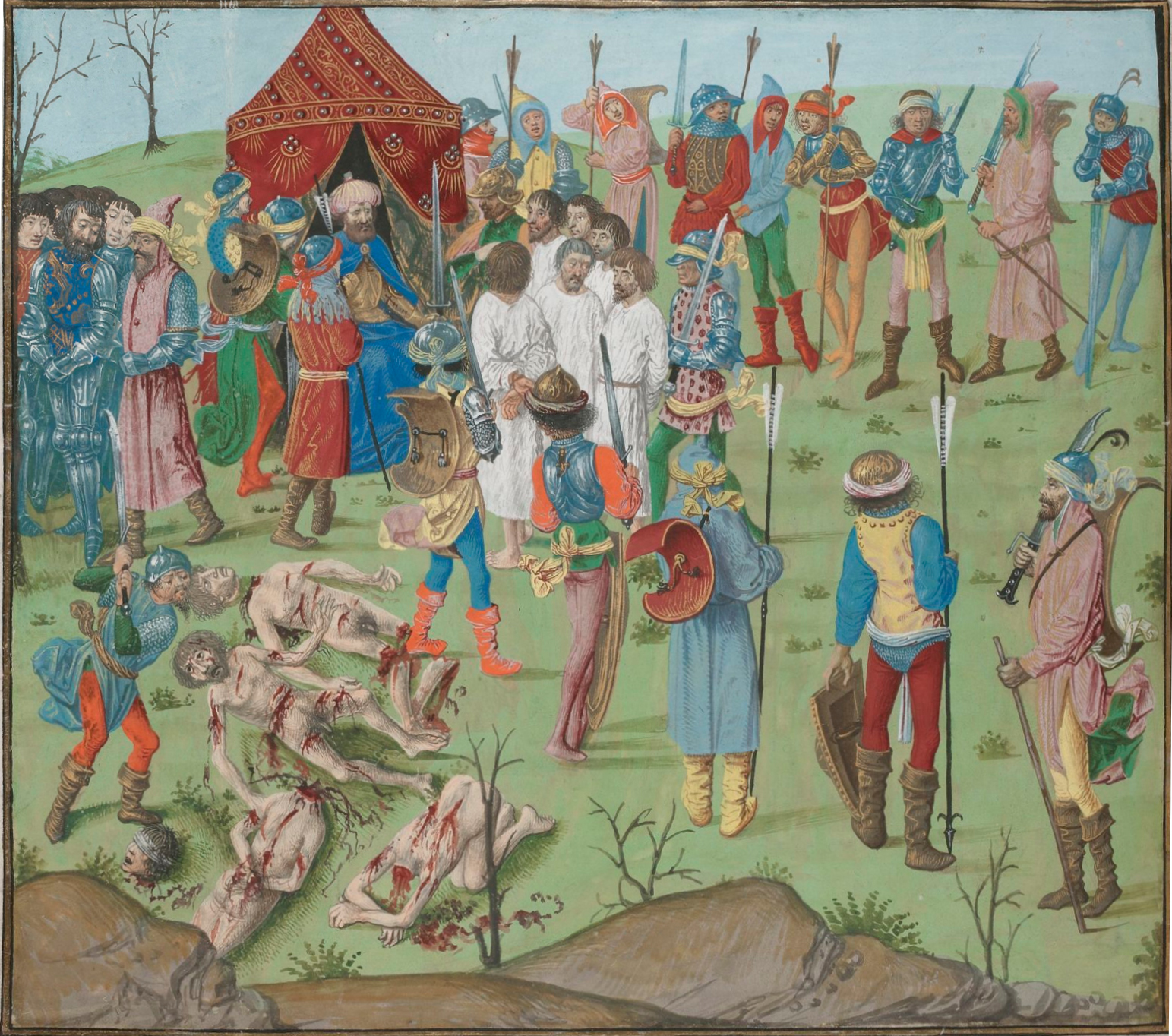
La matanza de cristianos después de Nicópolis.

En 1395-1396, Naillac, con una tropa de hospitalarios que venían de Rodas por el Danubio desde el Mar Negro, se había unido al ejército del rey Segismundo de Hungría, reforzado por fuertes contingentes de diferentes naciones cristianas europeas, alemanes, borgoñones, franceses, etc. Un total de entre quince mil a veinte mil hombres, partieron para defender Hungría contra el ejército otomano comandado por el sultán Bayezid I, apodado el Rayo (en turco: Yıldırım). La caballería ligera del príncipe de Valaquia, Mircea I, llegó el 13 de agosto al puerto de Orșova, aguas arriba de las Puertas de Hierro, donde cruzaron el río y lo remontaron tomando las fortalezas encontradas: Vidin el 28 de agosto, Rahova el 7 de septiembre, donde realizaron una masacre, luego sitiaron Nicópolis con la ayuda de la flotilla hospitalaria. Los dos ejércitos se enfrentaron el 25 de septiembre alrededor de Nicópolis. Las tropas francesas, las más numerosas, reclamaron el lugar de honor para realizar el primer asalto y no esperaron a desplegar la infantería como era habitual en los combates en Hungría. Antes de la batalla, no se cargaron con prisioneros a quienes habían dado muerte. Las cargas de caballería caían sobre estacas clavadas en el suelo y bajo las flechas de los jenízaros. Fue la intervención de la caballería otomana de élite y los auxiliares serbios lo que provocó la derrota. Las fuerzas cristianas sufrieron pérdidas muy grandes. Entre los prisioneros estaban el conde Juan de Nevers, el conde Jaime II de La Marche, el conde Enrique de Bar, el mariscal de Francia, Juan Le Maingre, apodado Boucicaut, y Enguerrand VII de Coucy, y entre los muertos se encontraban Jean de Vienne, Almirante de Francia.
Bayezid I, en venganza por las pérdidas sufridas por su ejército en Rahova y antes de la batalla, no dio cuartel a los vencidos. Solo se salvaron los grandes señores de los que los otomanos podrían obtener un fuerte rescate de doscientos mil florines. Entre los indultados estaba el conde de Nevers y otros veinticinco señores. Los hospitalarios, por su parte, habiendo luchado valientemente, desempeñaron un papel ajeno a su número, incluso en la redención de prisioneros, algunos de los cuales, como Boucicaut, fueron acogidos en Rodas. Fue antes de que se consumiera la derrota cuando el séquito cercano de Segismundo, incluidos Naillac y algunos hospitalarios, convencieron al rey de que huyera en un barco hospitalario. Lograron llegar a las orillas del Mar Negro, luego a Constantinopla. Fue allí donde Naillac se enteró de su elección como gran maestre. Luego se dirigió a Rodas, a donde llegó a principios de enero de 1397.

## La toma de posesión de la Orden

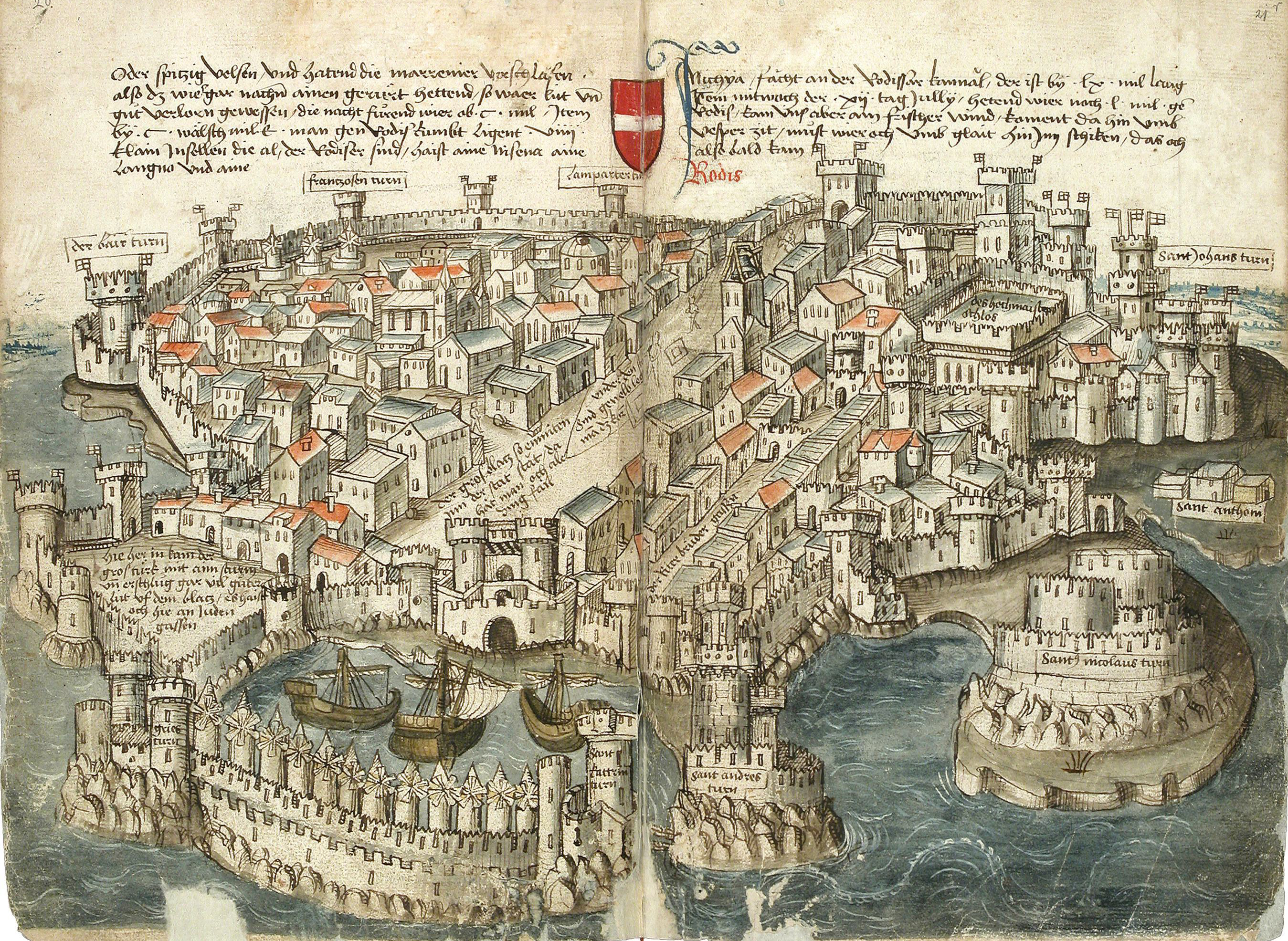
Rodas hacia 1487. A la izquierda, dominando el puerto, la torre de Naillac flanqueada por cuatro torreones.

En un contexto difícil, Filiberto de Naillac logró reorganizar a los hospitalarios, seriamente probada por las consecuencias de la crisis del papado y por las políticas llevadas a cabo por su antecesor en el magisterio, Juan Fernández de Heredia, gran maestre desde 1377 hasta 1396. Comenzó por recaudar el dinero para pagar los rescates de varios prisioneros de Nicópolis, también reforzó las defensas de la ciudad de Rodas y de las islas cercanas, y continuó comprometiendo a la orden en lo que considera su misión esencial: combatir contra los otomanos.
En 1402, Tamerlán se presentó en Asia Menor. Bayezid, apoyado por las fuerzas serbias de Esteban Lazarević, fue a su encuentro, pero sus tropas sufrieron un desastre sin precedentes en la región de Ankara, el 20 de julio de 1402. Tamerlán luego se dirigió a la costa mediterránea; sitió y capturó Esmirna, lugar ocupado por los hospitalarios y comandado por el gran hospitalario Guillaume de Mine. Cuando Tamerlán, al final de su incursión en el oeste, hubiera regresado a sus estepas, los hospitalarios ocuparon, en la costa sur de Asia Menor, el sitio de la antigua Halicarnaso, donde construirían el castillo san Pedro, en la actual Bodrum, frente a la isla de Cos, probablemente en 1407. Por lo que se refiere a la mejora de las fortificaciones de Rodas, Naillac se dedicó a construir una torre que controlaba todo el puerto, la cual llevaba su nombre, y estaba flanqueada por cuatro torreones. Esta torre fue destruida por un terremoto en 1863 y nunca se volvió a reconstruir.

## Diplomacia
La Iglesia se dividió entre dos papas Benedicto XIII y Gregorio XII, uno en Roma y el otro en Aviñón, la Orden se dividió a partes iguales entre un gran maestre en Rodas y un anti-gran maestre en Roma, sucesivamente Riccardo Caracciolo (1383-1395), Bartolomeo Carafa della Spina (1395-1405) y Nicolas Orsini di Campodifiore (1405-1409), cuya crisis, conocida como el «gran cisma de Occidente», alcanzó entonces su clímax. En febrero de 1409, Filiberto de Naillac partió de Rodas hacia Europa, donde defendió incansablemente la causa de la Orden y negoció entre las cortes de Roma y Aviñón en defensa de Rodas y la cristiandad oriental. En junio de 1409, aseguró la protección del Concilio de Pisa, que destituyó a los papas Benedicto XIII y Gregorio XII y eligió a Alejandro V pero la asamblea no logró restablecer el orden dentro de la Iglesia. Sin embargo, Filiberto de Naillac encargó al prior de Rodas, Gaultier de Grassy, y al gran mariscal de la Orden, Luce de Valines, una misión diplomática a las cortes de Europa para anunciar la elección de Alejandro V, a cambio de la cual fulminó una bula que había publicado en toda la cristiandad según la cual el único gran maestre de la Orden era Filiberto de Naillac.
Fue en Niza, en los primeros días de abril, luego en Aix-en-Provence, donde reunió el capítulo general de la Orden, el 19 de abril de 1410. Bajo la presidencia de Jacques Tivelly, prior de Auvernia, Raymond Lescure, prior de Toulouse y gran comendador de la Orden, y Philippe de Langueglia, prior de Lombardía, se abordaron allí problemas fundamentales: regla, disciplina, finanzas (en el difícil contexto de momento, las encomiendas y prioratos solo enviaban responsiones a Rodas de manera irregular), así como las relaciones de la Orden con el papado. Naillac entonces se esforzaría por convencer a los papas sucesivos y rivales de la necesidad de no intervenir más en los asuntos de la Orden, nombrando a sus respectivos fieles a la cabeza de las encomiendas o prioratos.
El papa obligó a Naillac a una embajada entre el rey de Inglaterra y el rey de Francia y durante un viaje a Inglaterra en abril de 1410, intentó restablecer la paz con Francia. El papa Alejandro III murió en Bolonia a principios de mayo y luego fue elegido Juan XXIII. Luego, un viaje a Suiza, Tirol y el norte de Italia lo llevó al Concilio de Constanza donde estuvo presente desde noviembre de 1414 hasta junio de 1415. En el otoño 1415, en compañía de Segismundo I, no logró convencer a Benedicto XIII para que abdicara. Después de poner en vereda al Gran Priorato de Alemania, otoño de 1417 hasta marzo de 1418, volvió al Concilio de Constanza que eligió a Martín V y, en agosto de 1418, presidió una asamblea hospitalaria en Aviñón que decidió convocar un capítulo general en Rodas. Naillac ordenó al tesorero conventual de la Orden, Jean de Patru, que fuera a Italia, con el título de «auditor y corrector», a los grandes prioratos de Lombardía, Venecia, Pisa y Roma para obtener respuestas y convocarlas a Rodas. Inmediatamente, los priores de Capua, de Barletta, las encomiendas de Sainte-Euphémie, de Venouse, de Nápoles, de Saint-Etienne de Monopoli y todos los caballeros del Reino de Nápoles despacharon al caballero de la Puerta con una carta pidiendo al gran maestro de reunirse con la Orden. Naillac les ordenó que fueran a Rodas para el 8 de septiembre.
Hacia el 28 de mayo de 1420, se embarcó en Ancona con destino a Rodas donde llegó el 9 de julio de 1420, después de once años y medio fuera del convento. Del 8 de septiembre al 4 de octubre, convocó un capítulo general que puso fin a su obra restableciendo la disciplina, volviendo a poner en vigor los estatutos de la Orden y completándolos con nuevos artículos. Envió las actas de este capítulo al papa, quien las confirmó, poniendo así fin a un largo período de cisma. Murió al año siguiente entre el 29 de mayo y el 2 de junio de 1421 y fue enterrado en la iglesia conventual de san Juan.